# 트르제비치

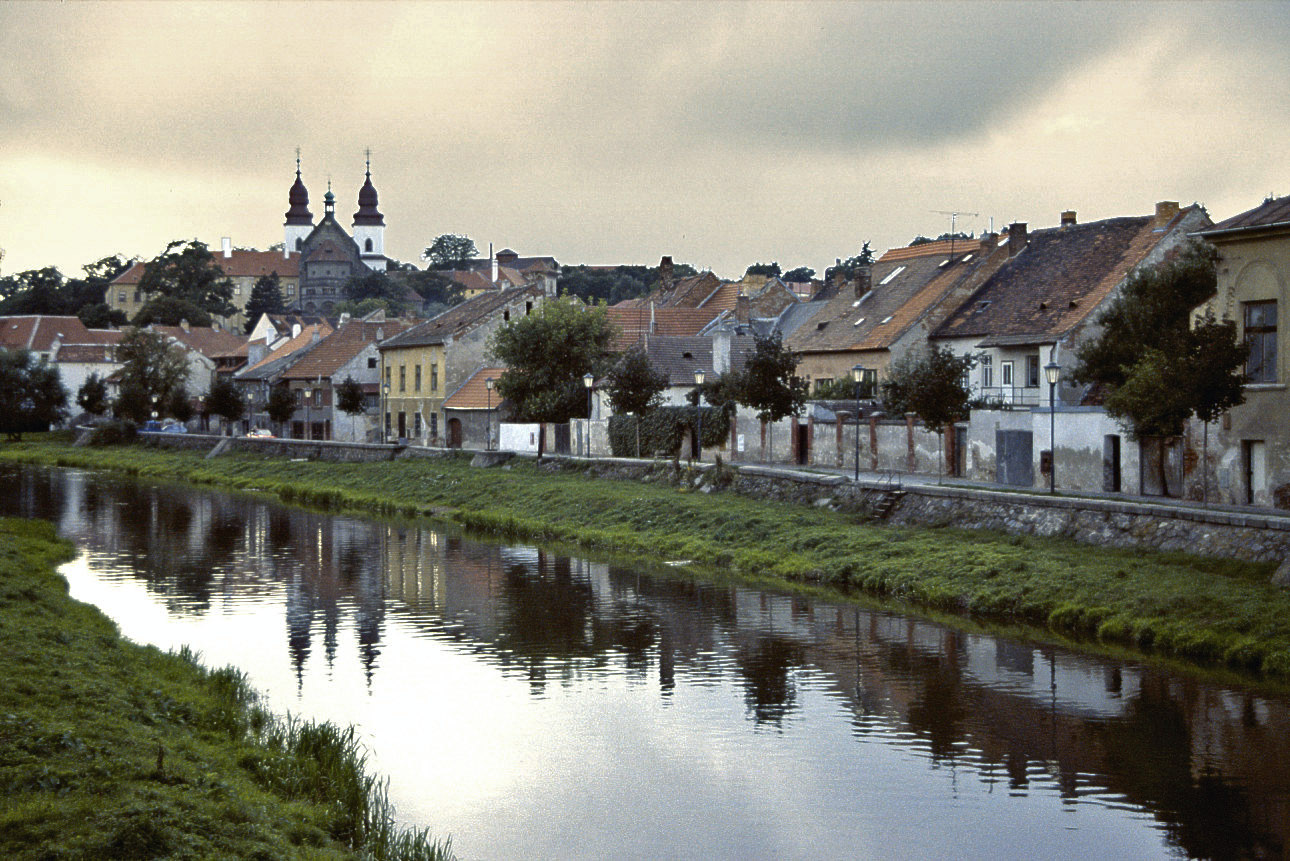
트르제비치 유대인 지구

트르제비치(체코어: Třebíč, 독일어: Trebitsch 트레비치[*])는 체코 모라바 지방에 위치한 비소치나주의 도시로, 면적은 57.6km2, 높이는 405m, 인구는 38,678명(2009년 기준), 인구 밀도는 671명/km2이다. 이흘라바에서 남동쪽으로 35km, 브르노에서 서쪽으로 65km 정도 떨어진 곳에 위치한다.
유네스코가 지정한 세계유산으로 선정된 유대인 지구와 성 프로코피오 교회가 있다.

시기
시 문장

## 인구
| 연도           | 인구   | ±%     |
| -------------- | ------ | ------ |
| 1869           | 10,328 | —      |
| 1880           | 11,999 | +16.2% |
| 1890           | 13,726 | +14.4% |
| 1900           | 15,309 | +11.5% |
| 1910           | 16,347 | +6.8%  |
| 1921           | 17,191 | +5.2%  |
| 1930           | 17,555 | +2.1%  |
| 1950           | 20,257 | +15.4% |
| 1961           | 20,387 | +0.6%  |
| 1970           | 22,555 | +10.6% |
| 1980           | 29,017 | +28.6% |
| 1991           | 38,355 | +32.2% |
| 2001           | 39,021 | +1.7%  |
| 2011           | 36,998 | −5.2%  |
| 2021           | 34,368 | −7.1%  |
| 출처: Censuses |        |        |